# Villamiel de la Sierra
Villamiel de la Sierra – gmina w Hiszpanii, w prowincji Burgos, w Kastylii i León, o powierzchni 17,91 km². W 2011 roku gmina liczyła 37 mieszkańców.